# Altiport de La Motte-Chalancon
 (avril 2025).
L’Altiport de La Motte-Chalancon est un aérodrome  situé dans le département de la Drôme,( 26), dans le Diois à la limite des Baronnies .
Il est le premier Altiport en  herbe de France Métropolitaine (première création en 1997, jusqu'en 2020).
A ce titre , il fait partie du patrimoine français.
le deuxième étant l'altiport de Corlier dans le département de l'Ain.(01)

## Situation
L'aérodrome est situé à 2 km au nord-est du village de la Motte-Chalancon.
Il est situé sur le plateau de la Chau, et orienté au Sud Ouest pour le décollage et au Nord-Est pour l'atterrissage.

## Agrément
Arrêté du 19 juin 2023 portant autorisation de création, agrément à usage restreint et mise en service de l'Aérodrome de la Motte Chalancon (Drôme), de type altiport, par conversion de l'Altisurface de la Motte Chalancon. C'est la deuxième création, la première date de 1997 jusqu'en 2020.
Utilisation
L'Altiport de la Motte Chalancon est un aérodrome à usage restreint .
Les pilotes d'avion (masse inférieure à 5,7 Tonnes) doivent être titulaires d'une qualification Montagne Roues (Atterrissages  et décollage sur piste en pente).
Il est recommandé pour Les pilotes d'ULM d'avoir suivi un stage homologué "Montagne".
Tous les renseignements d'utilisation, de procédures, d'historique de la piste d'aviation, se trouvent sur le site de l'Aéro-club de la Motte Chalancon-Sotacam, gérant de l'Altiport "https://altisurfacelamotte-lfje.fr".

## Infrastructures
Toutes les infrastructures : piste, trouée d'envol et de décollage, terrains de location, balisage, manches à air, hangars, chalet, tables, alimentation électrique, caméras de surveillance, panneaux d'informations sont gérés par la Sotacam. (Société Civile pour le Tourisme et l'Aviation en montagne du Canton Mottois).
La Sotacam est sous le contrôle  de l'Aéro-club de la Motte Chalancon-Sotacam qui en assure la gestion.

## Rattachements
L'Altiport de la  Motte-Chalancon est un aérodrome ne disposant pas sur place de services de l'Aviation Civile. Pour l'information aéronautique, la préparation des vols et le dépôt des plans de vols, ou leur clôture, l'Altiport est rattaché  au BIA (Bureau  d'Information Aéronautique) de Bordeaux. Le suivi des vols sous plan de vol et le service d'alerte sont assurés par le BTIV (Bureau de Télécommunications et d'Information de Vol) et le Centre de Contrôle Régional (CCR), de la région d'Information de Vol de Marseille (FIR), situé à Aix en Provence.
Son code OACI est LFJE. Le document d'approche à vue, qui lui est rattaché (carte VAC / Visual and Landing Chart) est édité  par le Service d'Information Aéronautique (SIA), et regroupe tous les renseignements cités plus haut.

## Nuisances sonores
Le village de la Motte Chalancon (altitude 500 m) est situé 300 mètres plus bas que l'altiport  (Altitude 800 m).
Afin d'éviter son survol et les nuisances sonores, des trajectoires d'arrivées, d'approche, et de départ sont décrites sur la carte VAC.
Pour permettre l'entrainement des équipages, six atterrissages maximum par avion abonné, trois atterrissages par avion non abonné sont autorisés par jour.

## Aéroclubs
L'Aéro-club s'appelle désormais, depuis Juin 2022, l’Aéro-club de la Motte Chalancon-Sotacam